# Gerbera
Gerbera is een geslacht van planten uit de familie Asteraceae. Het geslacht is vernoemd naar de Duitse botanicus Traugott Gerber, die een vriend was van Carl Linnaeus. 
Er bestaan ongeveer dertig soorten gerbera's in het wild in Zuid-Amerika, Afrika, Madagaskar en tropisch Azië. 
Veel gerbera's worden gebruikt als sierplant of als snijbloem in bloemstukken.

## Soorten
- Gerbera aberdarica
- Gerbera abyssinica
- Gerbera ambigua
- Gerbera anandria
  - Gerbera anandria var. anandria
  - Gerbera anandria var. densiloba
  - Gerbera anandria var. integripetala
  - Gerberia anadria var. bonatiana
- Gerbera aspleniifolia
- Gerbera aurantiaca
- Gerbera bojeri
- Gerbera bonatiana
- Gerbera bracteata
- Gerbera brevipes
- Gerbera burchellii
- Gerbera burmanni
- Gerbera candollei
- Gerbera cavaleriei
- Gerbera chilensis
- Gerbera cineraria
- Gerbera connata
- Gerbera conrathii
- Gerbera cordata
- Gerbera coronopifolia
- Gerbera curvisquama
- Gerbera delavayi
- Gerbera discolor
- Gerbera diversifolia
- Gerbera elegans
- Gerbera elliptica
- Gerbera emirnensis
- Gerbera ferruginea
- Gerbera flava
- Gerbera galpinii
- Gerbera glandulosa
- Gerbera henryi
- Gerbera hieracioides
- Gerbera hirsuta
- Gerbera hypochaeridoides
- Gerbera integralis
- Gerbera integripetala
- Gerbera jamesonii
- Gerbera knorringiana
- Gerbera kokanica
- Gerbera kraussii
- Gerbera kunzeana
- Gerbera lacei
- Gerbera lagascae
- Gerbera lanuginosa
- Gerbera lasiopus
- Gerbera latiligulata
- Gerbera leandrii
- Gerbera leiocarpa
- Gerbera leucothrix
- Gerbera lijiangensis
- Gerbera lynchii
- Gerbera macrocephala
- Gerbera nepalensis
- Gerbera nervosa
- Gerbera nivea
- Gerbera parva
- Gerbera peregrina
- Gerbera perrieri
- Gerbera petasitifolia
- Gerbera piloselloides
- Gerbera plantaginea
- Gerbera plicata
- Gerbera podophylla
- Gerbera pterodonta
- Gerbera pulvinata
- Gerbera pumila
- Gerbera randii
- Gerbera raphanifolia
- Gerbera ruficoma
- Gerbera saxatilis
- Gerbera semifloscularis
- Gerbera serotina
- Gerbera speciosa
- Gerbera tanantii
- Gerbera tomentosa
- Gerbera tuberosa
- Gerbera uncinata
- Gerbera viridifolia
- Gerbera welwitschii
- Gerbera wrightii